# Syzygium utilis
Espèce
Classification phylogénétique
Statut de conservation UICN

 DD  : Données insuffisantes
Syzygium utilis est une espèce de plantes à fleurs du genre Syzygium et de la famille des Myrtaceae. C'est un arbre endémique d'Inde où on le trouve au Maharashtra. Il pousse en milieu tropical à saison sèche.